# 碧背莖齧脂鯉
碧背莖齧脂鯉，為輻鰭魚綱脂鯉目脂鯉亞目脂鯉科的其中一個種，為熱帶淡水魚，分布於南美洲巴西鑫谷河流域，體長可達4公分，棲息在沙石底質、水質清澈的淺水溪流，生活習性不明。

## 扩展阅读
- 維基物種上的相關：碧背莖齧脂鯉